# Le Ministère du futur
Le Ministère du futur (titre original : The Ministry for the Future) est un roman de science-fiction de l'écrivain américain Kim Stanley Robinson publié en 2020. 
Situé dans un avenir proche, le roman suit une nouvelle institution basée à Zurich en Suisse, établie en vertu de l'accord de Paris sur le climat, dont la mission est de défendre les futures générations de citoyens ainsi que la vie en général comme si leurs droits étaient aussi valables que ceux de la génération actuelle. Alors qu'ils mènent divers projets ambitieux, le sujet du changement climatique est jugé comme étant le plus préoccupant.

## Résumé
L'intrigue suit principalement Mary Murphy, la directrice du Ministère pour le Futur, et Frank May, un travailleur humanitaire américain traumatisé par une vague de chaleur mortelle en Inde. De nombreux chapitres sont consacrés aux récits d'événements futurs par d'autres personnages (pour la plupart anonymes), ainsi qu'à leurs idées sur l'écologie, l'économie et divers sujets.

## Publication
Le livre a été publié en anglais par Orbit Books. Il est sorti sous format papier en grand format et en numérique le 6 octobre 2020, puis en format poche le 19 octobre 2020.
Il est publié en France le 25 octobre 2023 par les éditions Bragelonne.

## Réception
Le livre a été cité dans les « Trente livres qui aident à avoir une compréhension sur le monde en 2020 » par le journal britannique The Guardian. Barack Obama a inclus ce livre parmi ses « livres préférés de 2020 ».

## Éditions
- The Ministry for the Future, Orbit, 6 octobre 2020, 568 p.  (ISBN 978-0-316-30013-1)
- Le Ministère du futur, Bragelonne, coll. « SF », 25 octobre 2023, trad. Claude Mamier, 545 p.  (ISBN 979-10-281-2086-3)
- Le Ministère du futur, Bragelonne, coll. « SF Poche », 9 octobre 2024, trad. Claude Mamier  (ISBN 979-10-281-1872-3)